# La Chapelle-Souëf
Pour les articles homonymes, voir La Chapelle et Souef.
La Chapelle-Souëf est une commune française, située dans le département de l'Orne en région Normandie, peuplée de 245 habitants.

## Géographie
La commune appartient à la région naturelle du Perche. 

### Hydrographie
La commune est située dans le bassin Loire-Bretagne. Elle est drainée par la Coudre, la Rozière, la rivière Morte, le ruisseau de la Ganchonnière et  et un autre petit cours d'eau,.
La Coudre, d'une longueur de 12 km, prend sa source dans la commune d'Appenai-sous-Bellême et se jette  dans la Même à Saint-Germain-de-la-Coudre, après avoir traversé quatre communes. 

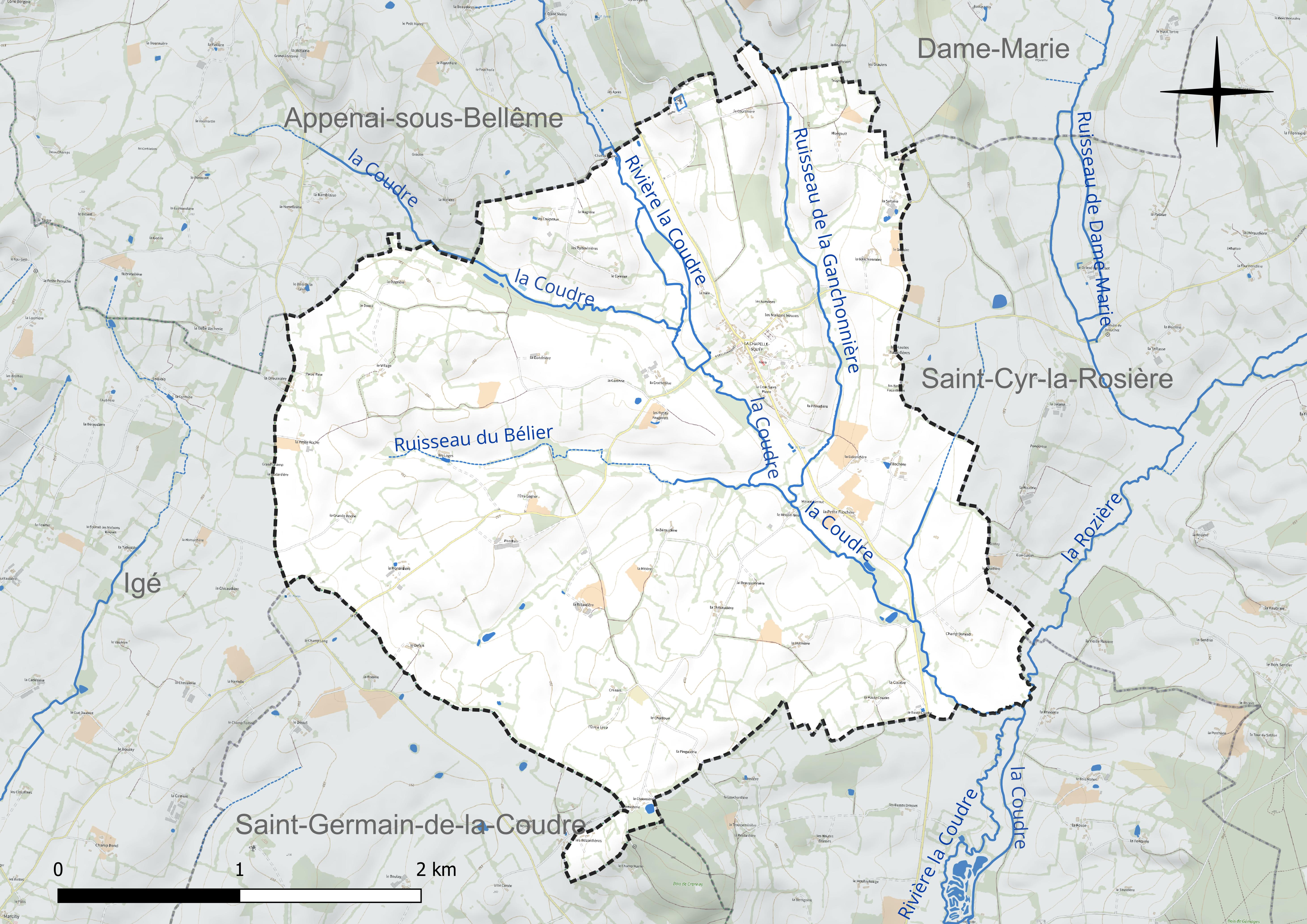
Réseau hydrographique de la Chapelle-Souëf.

La Rozière, d'une longueur de 12 km, prend sa source dans la commune de Perche en Nocé et se jette  dans la Coudre sur la commune, après avoir traversé cinq communes. 

### Climat
Pour des articles plus généraux, voir Climat de la Normandie et Climat de l'Orne.
En 2010, le climat de la commune est de type climat océanique dégradé des plaines du Centre et du Nord, selon une étude du CNRS s'appuyant sur une série de données couvrant la période 1971-2000. En 2020, Météo-France publie une typologie des climats de la France métropolitaine dans laquelle la commune est exposée à un climat océanique altéré et est dans la région climatique Normandie (Cotentin, Orne), caractérisée par une pluviométrie relativement élevée (850 mm/a) et un été frais (15,5 °C) et venté. Parallèlement le GIEC normand, un groupe régional d’experts sur le climat, différencie quant à lui, dans une étude de 2020, trois grands types de climats pour la région Normandie, nuancés à une échelle plus fine par les facteurs géographiques locaux. La commune est, selon ce zonage, exposée à un « climat contrasté des collines », correspondant au Pays d'Ouche et au Perche et bénéficiant d’un caractère continental affirmé avec des précipitations atténuées et des amplitudes thermiques fortes.
Pour la période 1971-2000, la température annuelle moyenne est de 10,7 °C, avec une amplitude thermique annuelle de 14,2 °C. Le cumul annuel moyen de précipitations est de 742 mm, avec 12,3 jours de précipitations en janvier et 7,6 jours en juillet. Pour la période 1991-2020, la température moyenne annuelle observée sur la station météorologique la plus proche, située sur la commune de Saint-Martin-du-Vieux-Bellême à 8 km à vol d'oiseau, est de 11,4 °C et le cumul annuel moyen de précipitations est de 810,0 mm,. Pour l'avenir, les paramètres climatiques de la commune estimés pour 2050 selon différents scénarios d’émission de gaz à effet de serre sont consultables sur un site dédié publié par Météo-France en novembre 2022.

## Urbanisme

### Typologie
Au 1er janvier 2024, La Chapelle-Souëf est catégorisée commune rurale à habitat très dispersé, selon la nouvelle grille communale de densité à sept niveaux définie par l'Insee en 2022.
Elle est située hors unité urbaine et hors attraction des villes,.

### Occupation des sols
L'occupation des sols de la commune, telle qu'elle ressort de la base de données européenne d’occupation biophysique des sols Corine Land Cover (CLC), est marquée par l'importance des territoires agricoles (99,8 % en 2018), une proportion identique à celle de 1990 (99,8 %). La répartition détaillée en 2018 est la suivante : 
terres arables (56,2 %), prairies (43,6 %), forêts (0,2 %). L'évolution de l’occupation des sols de la commune et de ses infrastructures peut être observée sur les différentes représentations cartographiques du territoire : la carte de Cassini (XVIIIe siècle), la carte d'état-major (1820-1866) et les cartes ou photos aériennes de l'IGN pour la période actuelle (1950 à aujourd'hui).

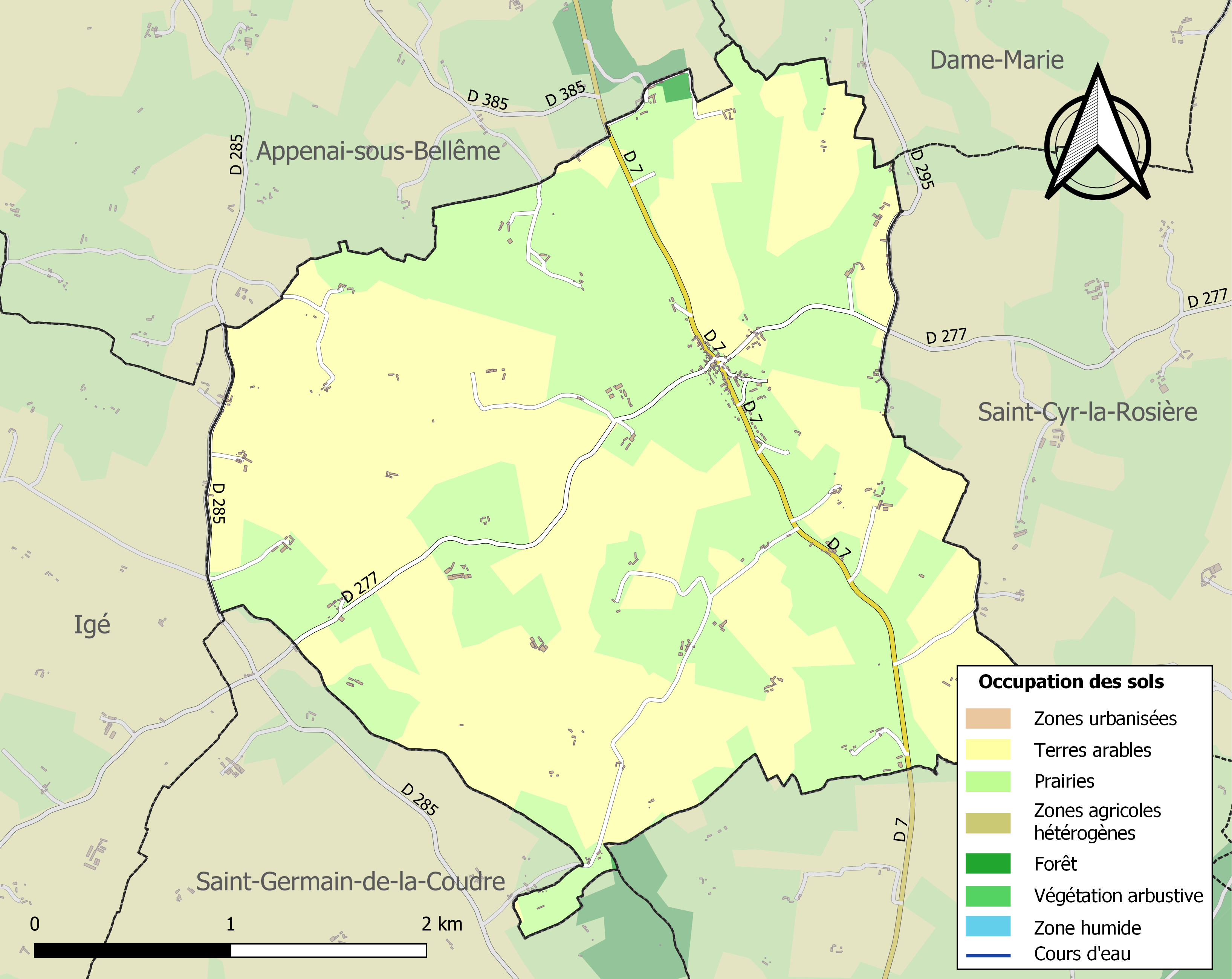
Carte des infrastructures et de l'occupation des sols de la commune en 2018 (CLC).

## Toponymie
Le nom de la localité est attesté sous la forme Capella Soeph en 1178.

## Histoire
Le petit bourg de La Chapelle-Souëf et le vieux château des Feugerêts qui n'en est distant que d'un kilomètre, furent bâtis presque au bord d'un ruisseau appelé la Souëf (Suavis) dont les eaux sont tout ensemble ferrugineuses et pétrifiantes, sur l'ancienne grande route sur laquelle poste et diligence faisaient le service entre Mortagne et La Ferté-Bernard, en passant par Bellême et Saint-Germain-de-la-Coudre.

## Politique et administration
| Période                                  | Période  | Identité        | Étiquette | Qualité     |
| ---------------------------------------- | -------- | --------------- | --------- | ----------- |
| juin 1977                                | En cours | Maurice Boullay | SE        | Agriculteur |
| Les données manquantes sont à compléter. |          |                 |           |             |

## Démographie
L'évolution du nombre d'habitants est connue à travers les recensements de la population effectués dans la commune depuis 1793. Pour les communes de moins de 10 000 habitants, une enquête de recensement portant sur toute la population est réalisée tous les cinq ans, les populations de référence des années intermédiaires étant quant à elles estimées par interpolation ou extrapolation. Pour la commune, le premier recensement exhaustif entrant dans le cadre du nouveau dispositif a été réalisé en 2008.
En 2022, la commune comptait 245 habitants, en évolution de −5,77 % par rapport à 2016 (Orne : −3,21 %, France hors Mayotte : +2,11 %).
| 1793 | 1800 | 1806 | 1821 | 1836 | 1841 | 1846 | 1851 | 1856 |
| ---- | ---- | ---- | ---- | ---- | ---- | ---- | ---- | ---- |
| 729  | 752  | 876  | 872  | 910  | 884  | 857  | 859  | 825  |

| 1861 | 1866 | 1872 | 1876 | 1881 | 1886 | 1891 | 1896 | 1901 |
| ---- | ---- | ---- | ---- | ---- | ---- | ---- | ---- | ---- |
| 805  | 805  | 772  | 754  | 708  | 642  | 631  | 601  | 570  |

| 1906 | 1911 | 1921 | 1926 | 1931 | 1936 | 1946 | 1954 | 1962 |
| ---- | ---- | ---- | ---- | ---- | ---- | ---- | ---- | ---- |
| 560  | 530  | 427  | 417  | 444  | 413  | 419  | 388  | 335  |

| 1968 | 1975 | 1982 | 1990 | 1999 | 2006 | 2008 | 2013 | 2018 |
| ---- | ---- | ---- | ---- | ---- | ---- | ---- | ---- | ---- |
| 308  | 286  | 251  | 237  | 239  | 284  | 297  | 271  | 250  |

| 2022 | - | - | - | - | - | - | - | - |
| ---- | - | - | - | - | - | - | - | - |
| 245  | - | - | - | - | - | - | - | - |

## Lieux et monuments

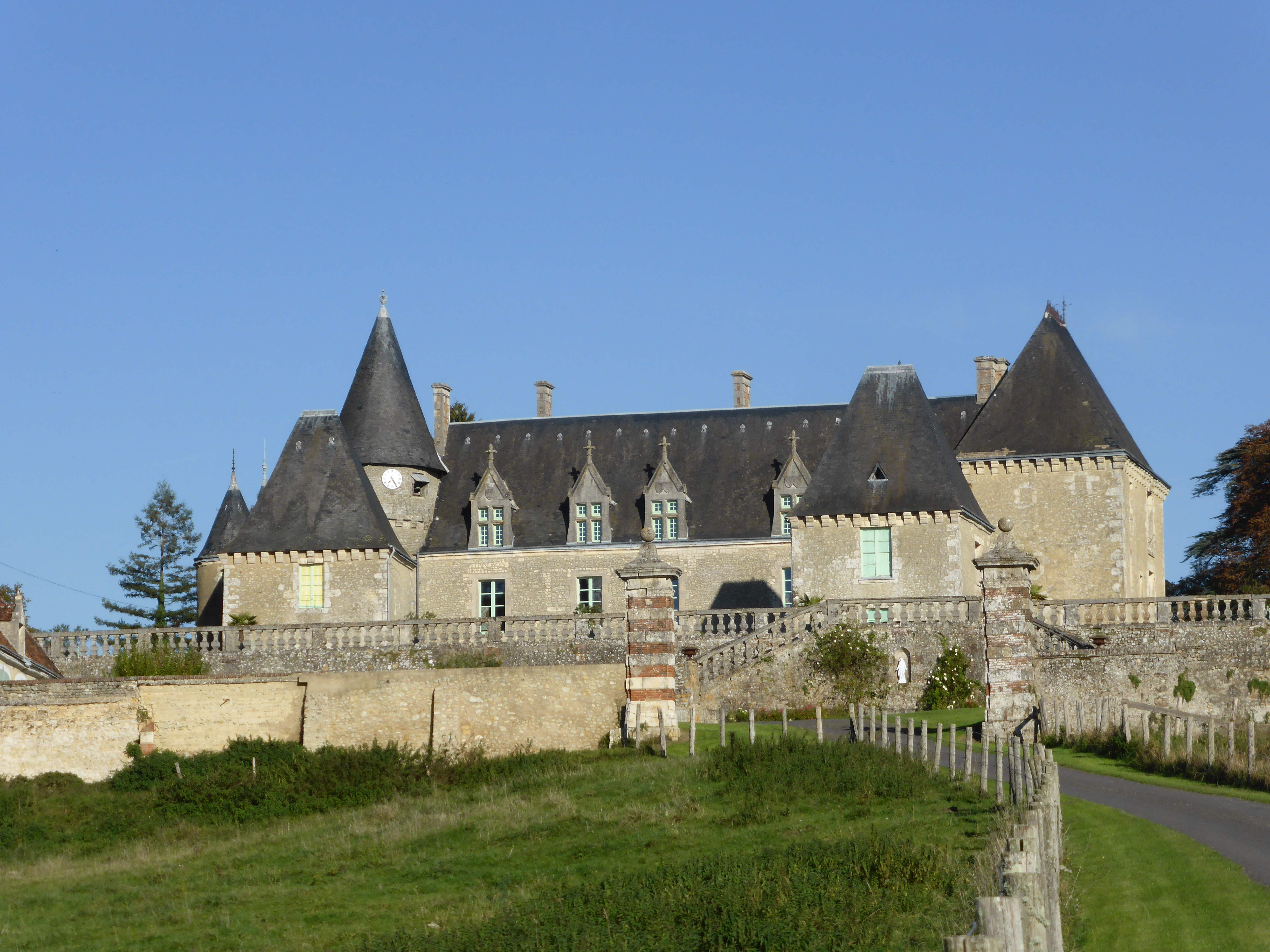
Le château des Feugerets.

Le château des Feugerets est situé sur la commune de la Chapelle-Souëf. Son domaine s'étend également sur la commue d'Appenai-sous-Bellême.
L'église Saint-Pierre est datée des XVIe et XVIIe siècles et contient des éléments du XIe siècle.